# Bastei

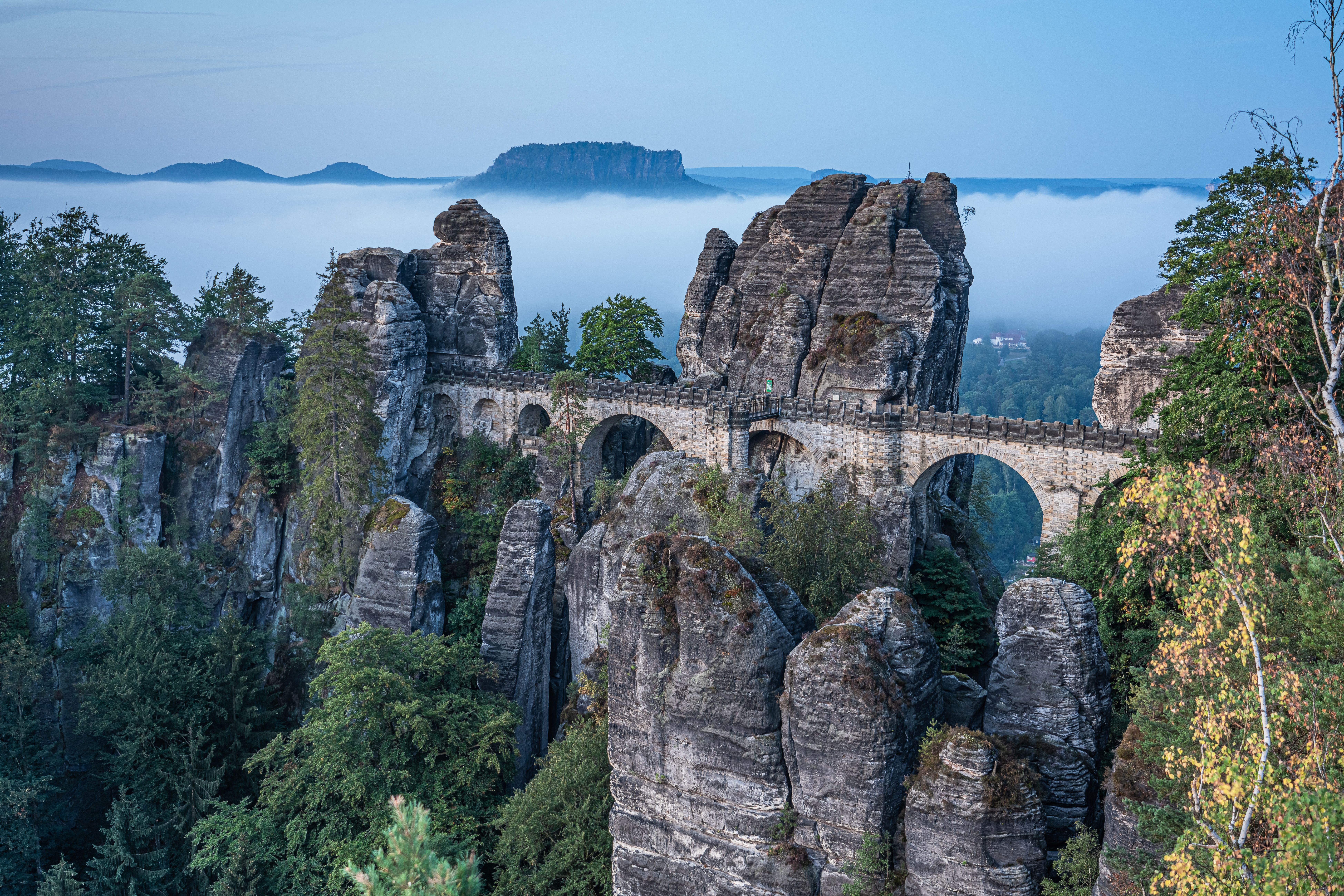
El puente de Bastei

El Bastei  es una formación rocosa de Alemania que se eleva 194 metros por encima del río Elba, en las montañas de arenisca del Elba. Las rocas escarpadas del Bastei, que alcanzan una altura de 305 metros sobre el nivel del mar, se formaron por la erosión del agua hace más de un millón de años. Están situadas cerca del pueblo de Rathen, no muy lejos de la pequeña ciudad de Pirna, al sureste de la capital sajona de Dresde, y son el principal paisaje del parque nacional de la Suiza Sajona. También forman parte de una zona de escalada y senderismo que se extiende sobre las fronteras de la Suiza bohemia (República Checa).
El Bastei ha sido una atracción turística durante más de 200 años. En 1824 se construyó un puente de madera para conectar varias rocas para los visitantes. Este puente fue reemplazado en 1851 por el actual puente de Bastei hecho de piedra arenisca. Las formaciones rocosas y vistas paísajisticas han inspirado a varios artistas de renombre, entre ellos Caspar David Friedrich (por ejemplo, Felsenschlucht).
La ciudad balnearia de Rathen, a la que se puede llegar desde Dresde mediante barco de vapor por el río Elba, es la base principal para visitar el Bastei.

## Historia

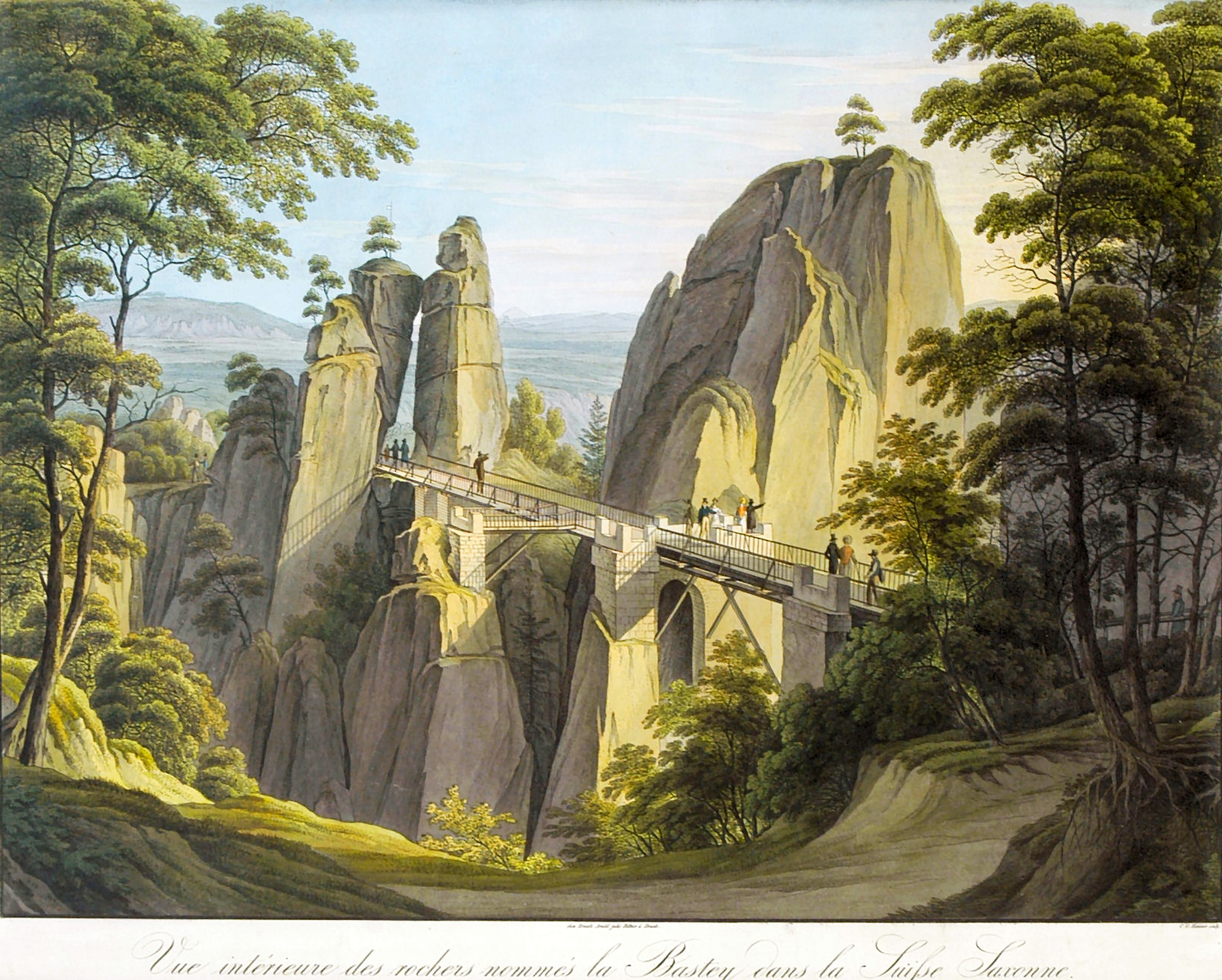
El puente de madera de Bastei (1826)

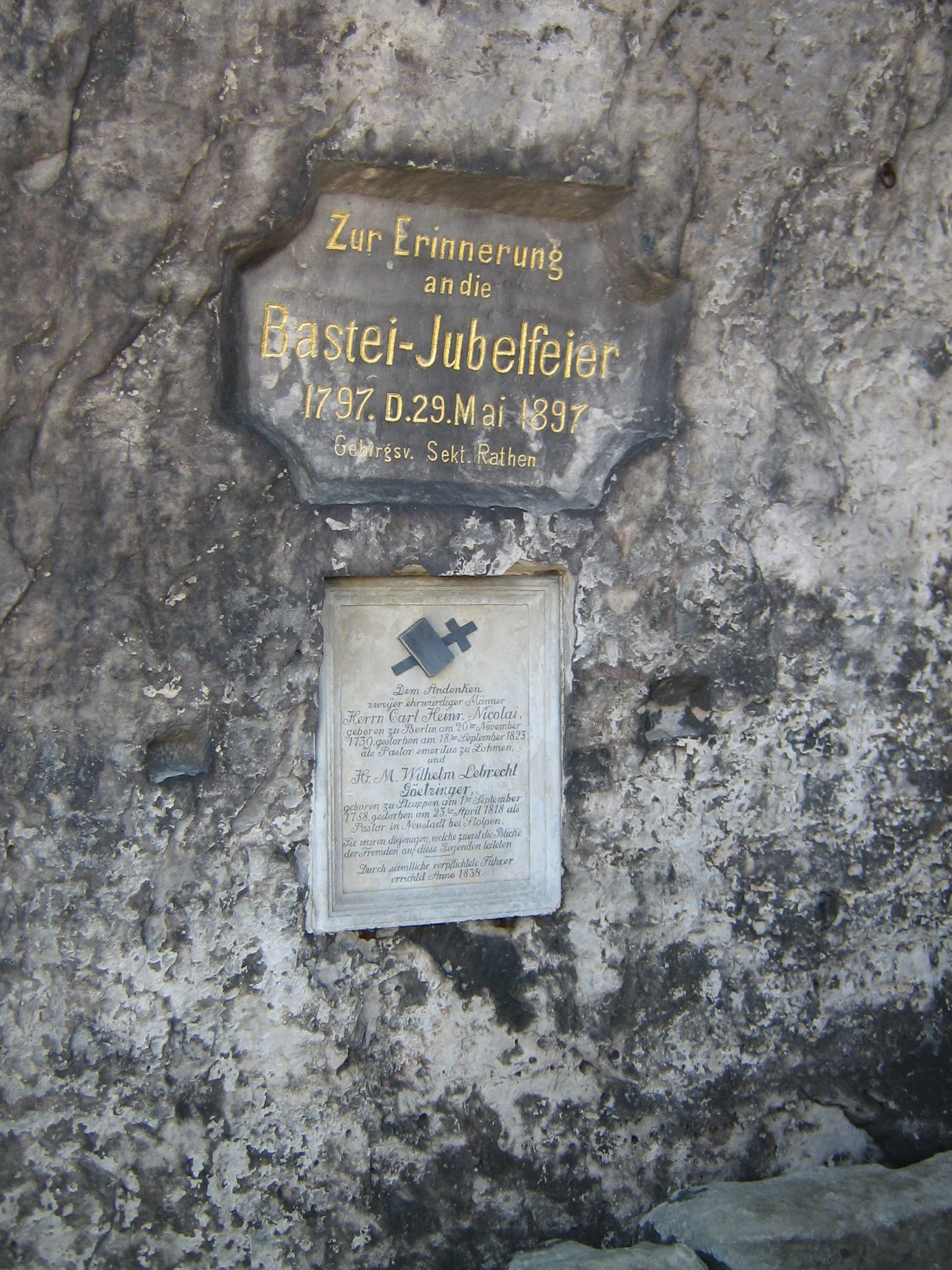
Placa conmemorativa en una roca del puente de Bastei

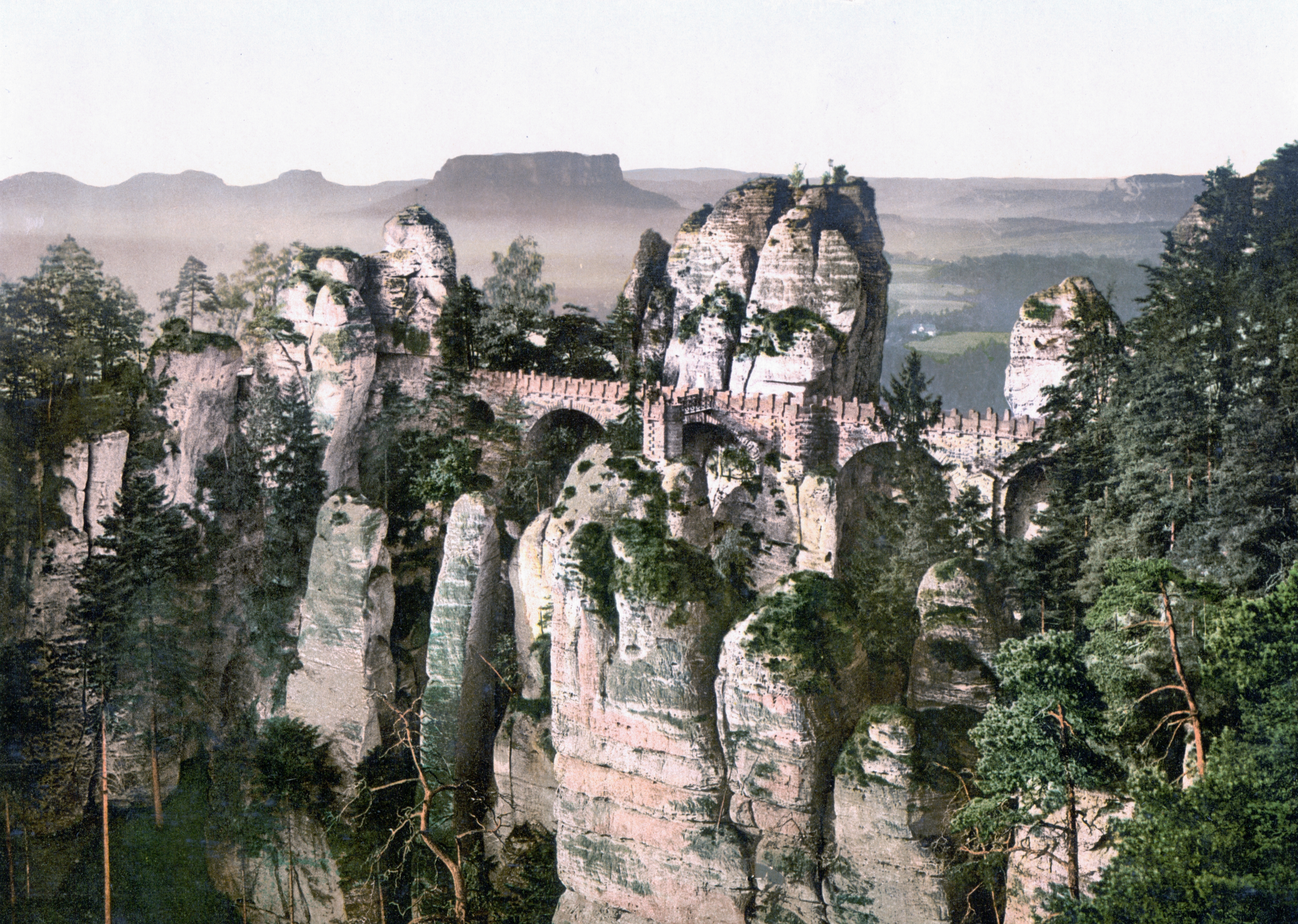
El Bastei hacia 1900

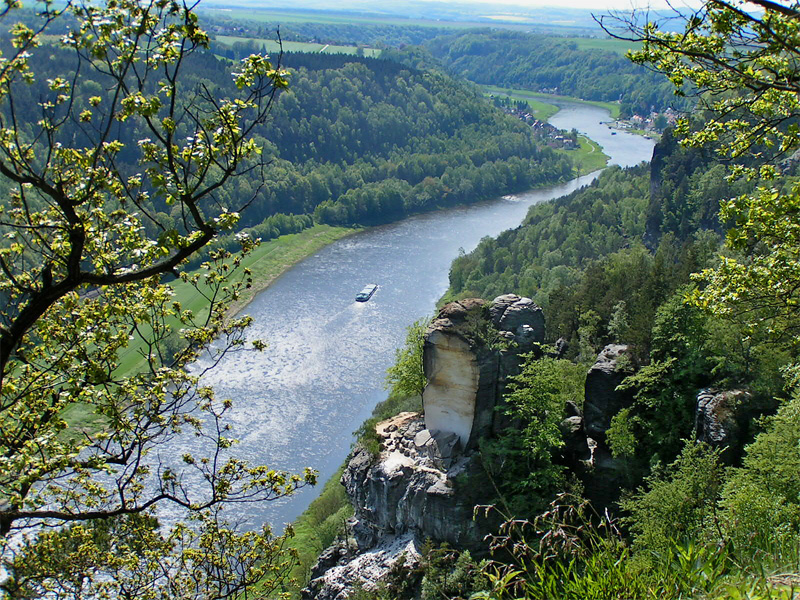
Vista del Elba y de las rocas Wartturm

El mismo nombre de «Bastei» [bastión] indica la inclusión de las empinadas e imponentes rocas en el antiguo anillo defensivo alrededor del castillo de Neurathen. En 1592 la roca fue mencionada por primera vez por Matthias Oeder en el curso de la primera encuesta estatal por el electorado de Sajonia como Pastey. Cuando la región de la Suiza sajona fue explorada y se desarrolló turísticamente, las rocas Bastei se convirtieron en una de sus primeras atracciones. Su mirador fue mencionado por primera vez en la literatura de viajes en 1798 en una publicación de Christian August Eberhard Gottlob. Una de las primeras guías de senderismo que atrajo visitantes a Bastei fue la Carl Heinrich Nicolai, quien escribió en 1801:

¡Qué profundidad de sentimiento se derrama en el alma! Puedes estar aquí mucho tiempo sin que se haya terminado (...) es tan difícil alejarse de este lugar.
Carl Heinrich Nicolai

El Bastei tiene un acceso relativamente fácil solo desde Wehlen y Lohmen. Numerosos artistas llegaron al Bastei por el llamado camino del pintor, el Malerweg. Caspar David Friedrich pintó su famoso cuadro Felsenpartie im Elbsandsteingebirge [Rocas en las montañas de arenisca del Elba] inspirándose en el Bastei. Ludwig Richter también hizo apuntes en el Bastei. Desde Rathen, el acceso solía ser más difícil, pero en 1814 se colocó una escalera con 487 escalones que salía del valle Wehlgrund más allá del Vogeltelle y ascendía hasta las rocas.
En Pentecostés de 1812, el carnicero de Lohmen, Pietzsch, inició los primeros servicios de aprovisionamiento para los visitantes del Bastei. Desde dos sencillas cabañas vendía pan, mantequilla, cerveza, aguardiente, café y leche. Dos años más tarde, construyó una cocina y una bodega bajo uno de los salientes de roca y el mirador fue equipado con una barandilla. En febrero de 1816, a Pietzsch se le otorgó una licencia para vender bebidas alcohólicas; por desgracia, las modestas cabañas que había construido se destruyeron en un incendio en septiembre de ese mismo año. En junio de 1819, August von Goethe informó: «chozas amables y un buen servicio con café, cerveza doble, licores y pan fresco y mantequilla realmente revivieron al cansado vagabundo...». En 1820, la licencia alcohólica fue al juez de Rathen (Erblehnrichter), Schedlich.
El desarrollo del Bastei recibió un importante impulso en 1826. Ese año, se erigió el primer edificio sólido para el alojamiento durante la noche, basándose en los planos de Gottlob Friedrich Thormeyer. Desde ese momento las viejas chozas sirvieron como cuartos noche para los guías de senderismo. El primer puente, llamado Puente de Bastei (Basteibrücke), fue construido en madera sobre las profundas hendiduras del Mardertelle, que une la plataforma exterior de la roca Bastei con las rocas Steinschleuder y Neurathener Felsentor. En 1851, debido al aumento constante de visitantes, el puente de madera fue reemplazado por un puente de piedra arenisca que sigue en pie hoy en día. Tiene 76,5 m de longitud y los siete arcos salvan un barranco de 40 metros de profundidad, conocido como el Mardertelle.
A finales del siglo XIX, el Bastei se convirtió finalmente en la principal atracción de la Suiza sajona. La posada existente fue completamente acondicionada y ampliada en 1893/94. Un abastecimiento de agua de alta presión se dispuso en 1895 y una línea de teléfono en 1897. Alrededor de 1900, se planeó la construcción de un ferrocarril de montaña desde el valle del Elba al Bastei, pero no llegó a buen término. Incluso hoy en día un barranco al suroeste del Bastei se conoce como el Eisenbahngründel ["Pequeño Ferrocarril del Valle"]. A principios del siglo XX, la carretera a Bastei se amplió para manejar la creciente motorización.
Después de 1945 el número de visitantes volvió a aumentar bruscamente, ante todo los fines de semana y días festivos, ya que el Bastei se convirtió en un lugar de turismo masivo. Entre 1975 y 1979 la antigua posada fue sustituida por un nuevo edificio más grande, más tarde, un hotel.

## Turismo

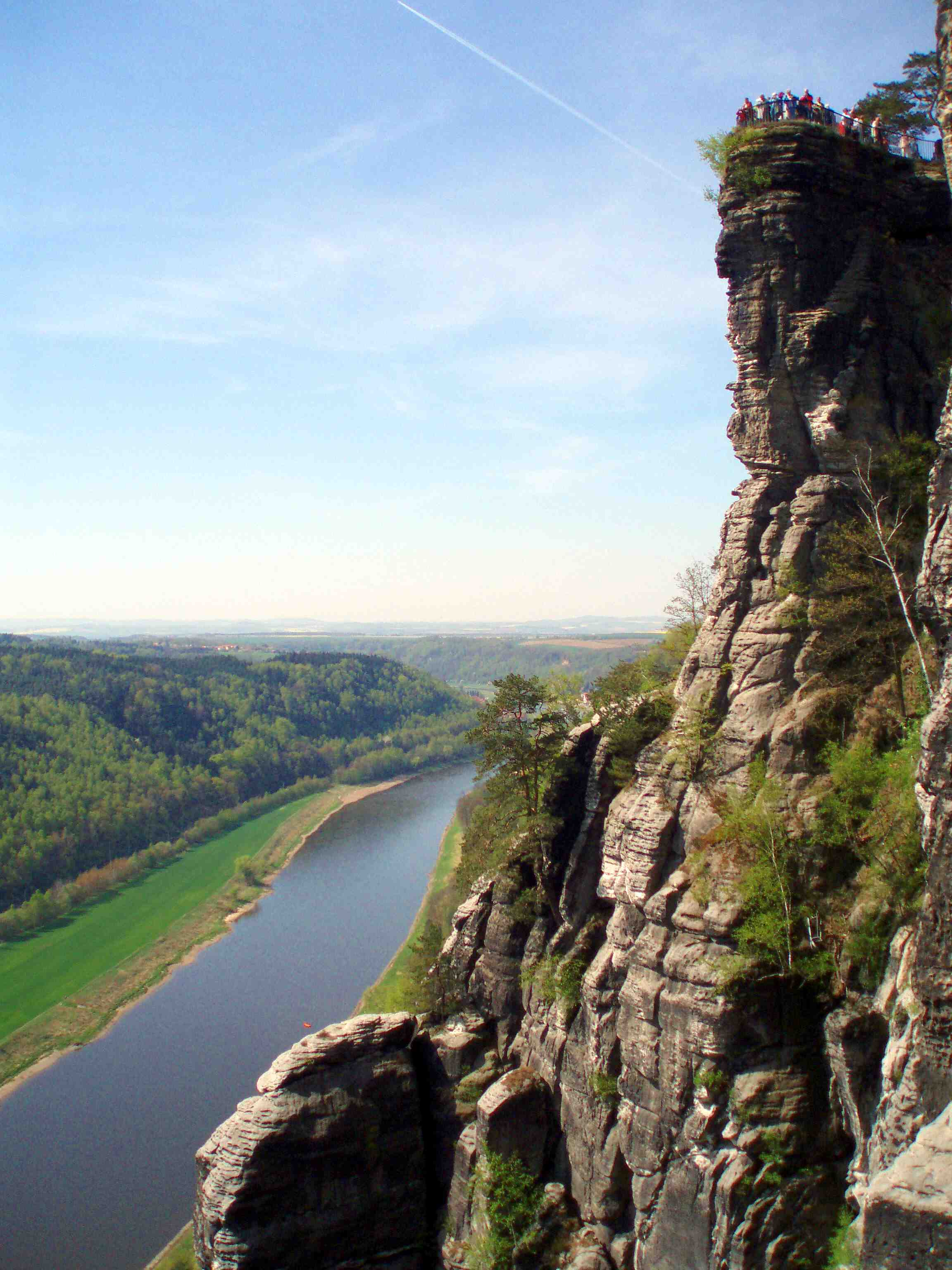
Vista del Bastei

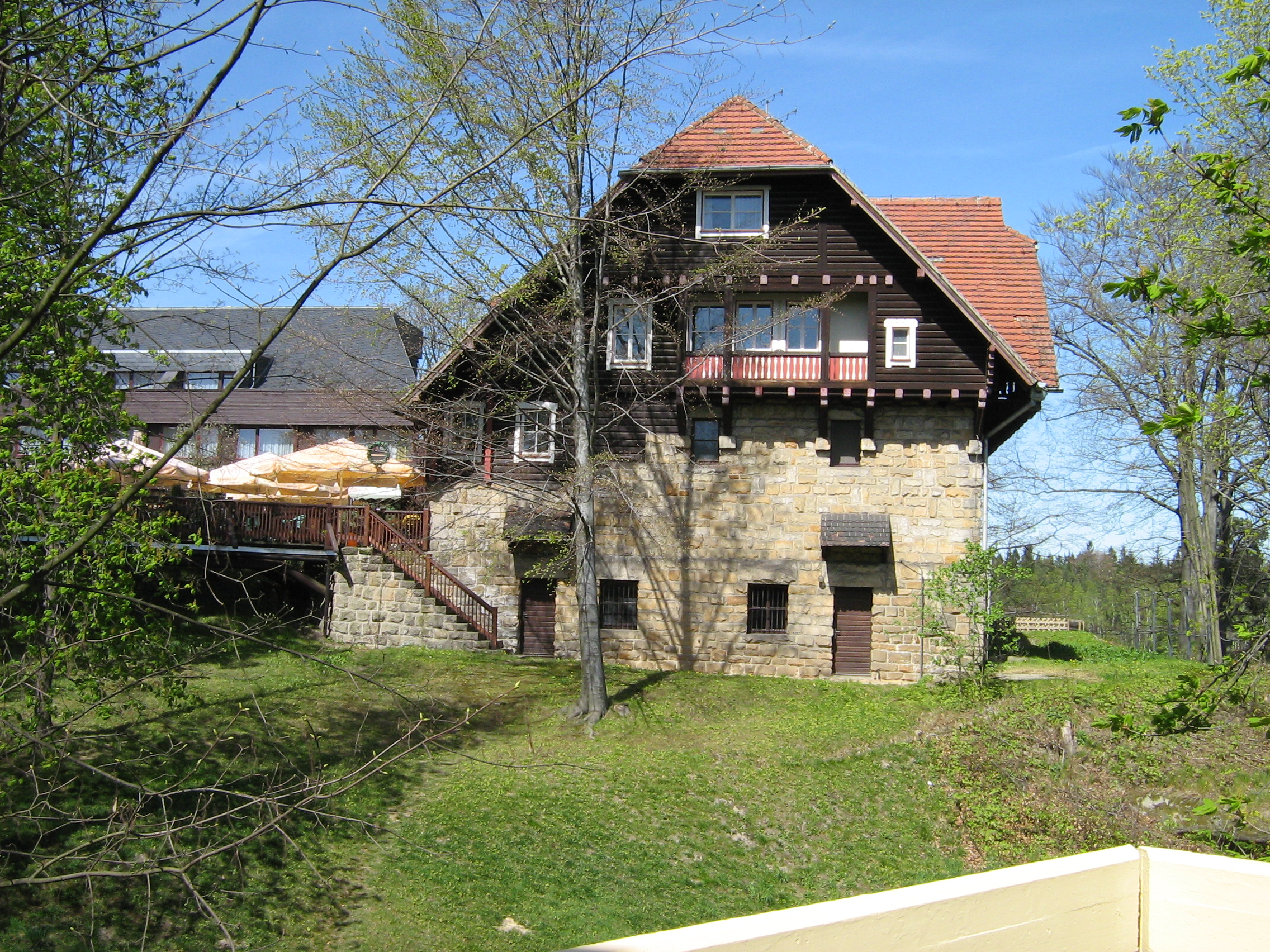
El Schweizerhaus del Hotel Bastei en el Bastei

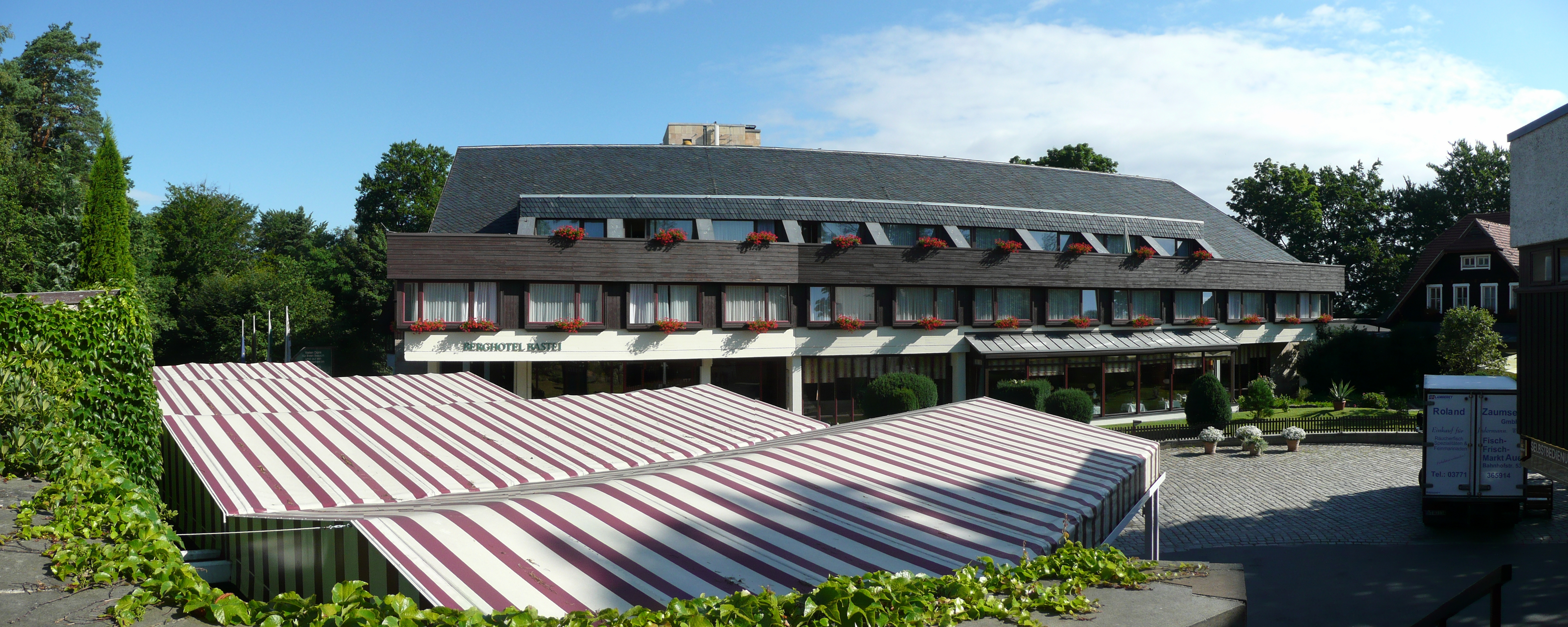
El hotel de montaña

El Bastei es uno de los miradores más prominentes en la Suiza sajona. En 1819 August von Goethe exaltó sus vistas: «Aquí, desde donde puedes ver abajo hasta el Elba desde las rocas más escarpadas, donde a poca distancia los riscos de la Lilienstein, Königstein y Pffafenstein están en pie escénicamente juntos y el ojo cae en una profunda vista que no se puede describir con palabras». Hoy el Bastei sigue registrando el mayor número de visitantes de todos los miradores panorámicos en la Suiza sajona.
Además de la vista actual hay también otros puntos de interés. En el Jahrhundertturm, un pináculo rocoso en el Puente de Bastei, hay placas que conmemoran la primera mención del Bastei en la literatura de viajes (en 1797), así como la memoria de Wilhelm Lebrecht Götzinger y Carl Heinrich Nicolai. Estos dos últimos fueron pioneros del turismo en la Suiza Sajona, gracias a las descripciones de sus viajes y otras obras. Otra placa conmemora al fotógrafo de la corte sajona, Hermann Krone, quien tomó las primeras fotografías de paisajes en Alemania en el Puente de Bastei en 1853. Desde el Ferdinandstein, parte de las torres rocosas Wehltürme, hay excelentes vistas del puente de Bastei. Se llega a él a través de un ramal desde la ruta al puente. Otra formación rocosa bien conocida en el entorno de Bastei es el Wartturm, un gran pedazo de la que se desprendió en 2000.
Al castillo de Neurathen, el castillo de roca más grande de la Suiza sajona, se puede llegar desde el Bastei, cruzando el Puente de Bastei. Las ruinas del castillo, algunas rebajas de madera, las habitaciones excavadas en la roca, una cisterna y tiros de piedra de una catapulta medieval o resortera se pueden ver en un paseo circular sin guía. Una réplica de resortera se exhibe en el castillo desde 1986. Los hallazgos de las excavaciones en la zona, especialmente de cerámica, también se puede ver. El ascenso desde Rathen al Bastei pasa por un museo al aire libre dedicado a los asentamientos eslavos en la región y también, más allá del camino, se alcanza el escenario al aire libre de Rathen (Felsenbühne Rathen).
Otro hito famoso en la zona es la fortaleza de Königstein.
El camino de montaña Eisenach–Budapest corre sobre el Bastei.

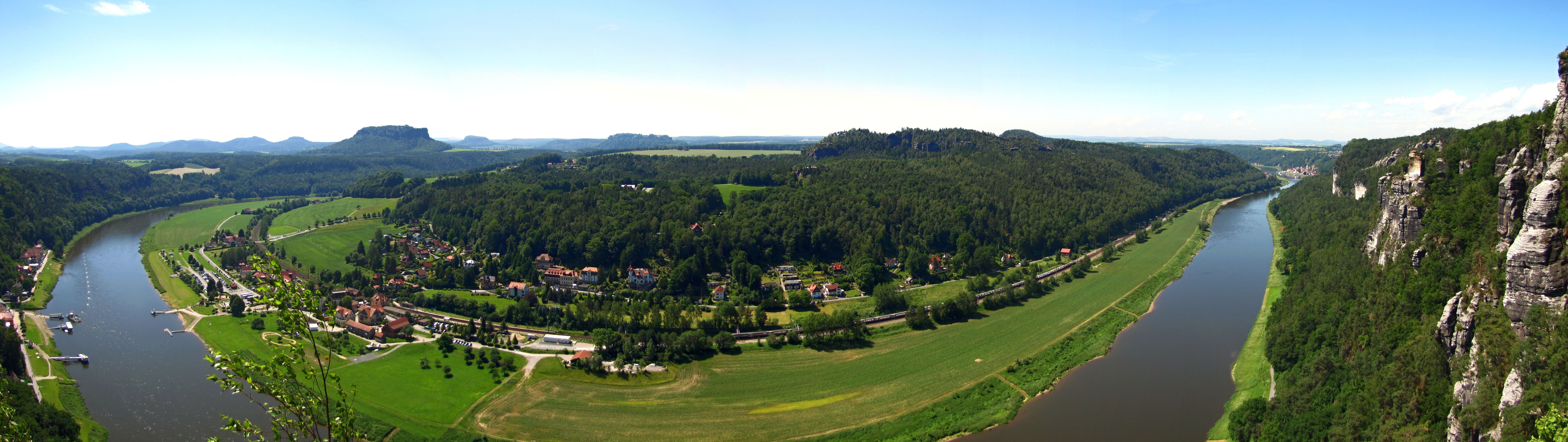
Vista panorámica desde el Bastei sobre el valle del Elba

## Conservación de la naturaleza
Ya desde principios del siglo XX los conservacionistas de la naturaleza presionaban para la protección del paisaje de roca único alrededor del Bastei. Los planes para la construcción de un ferrocarril de montaña fueron impedidos. En 1938 el Bastei se convirtió en la primera reserva natural en las montañas de arenisca del Elba. Hoy en día es parte de la zona núcleo del Parque nacional de la Suiza Sajona, en el que se aplican normas de conservación especialmente estrictas.